# Gore Obsessed
Albums de Cannibal Corpse
Live Cannibalism
(2000) The Wretched Spawn
(2004)
Gore Obsessed est le huitième album studio du groupe de brutal death metal Américain Cannibal Corpse.
Comme tous les albums de Cannibal Corpse, il existe une version censurée de la pochette de l'album, jugée trop violente.
Gore Obsessed a atteint la 71e place au German album charts et la 11e place au Billboard Top Independent Albums.
L'album est sorti le 26 février 2002 sous le label Metal Blade Records.

## Composition du groupe
- George Fisher - chant
- Jack Owen - guitare
- Pat O'brien - guitare
- Alex Webster - basse
- Paul Mazurkiewicz - batterie

## Liste des titres
1. Savage Butchery – 1:50
2. Hatchet to the Head – 3:34
3. Pit of Zombies – 3:59
4. Dormant Bodies Bursting – 2:00
5. Compelled to Lacerate – 3:29
6. Drowning in Viscera – 3:36
7. Hung and Bled – 4:13
8. Sanded Faceless – 3:51
9. Mutation of the Cadaver – 3:09
10. When Death Replaces Life – 4:59
11. Grotesque – 3:42